# Ricoh 5A22

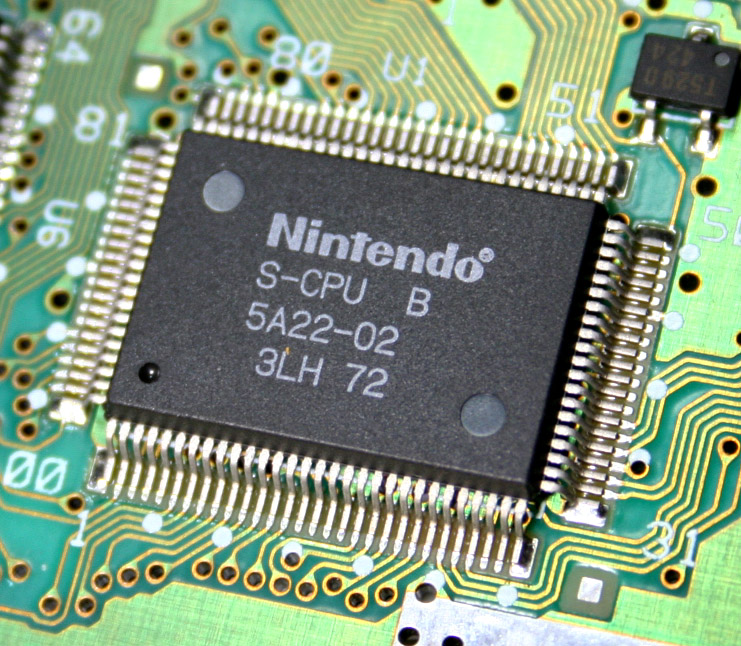
Ricoh 5A22

O Ricoh 5A22 é um microprocessador produzido pela Ricoh para o console de jogos eletrônicos Super Nintendo Entertainment System (SNES). O 5A22 é baseado em torno do CMD/GTE 65c816 16-bit, por si só uma versão do WDC 65C816 (usado no computador pessoal Apple IIGS).
Todos os processadores mencionados acima são baseados na família de processadores MOS Technology 6502.

## Características gerais
Além do núcleo da CPU 65C816, o 5A22 contém suporte de hardware, incluindo:
- Porta de interface para os circuitos do controlador, incluindo ambos acessos serial e paralelo aos dados do controlador

- Uma porta I/O paralela de 8-bit, que quase não é usada no SNES

- Circuitos para geração de Interrupção NMI ou V-Blank.

- Circuitos para geração de Interrupção IRQ ao calcular as posições da tela

- Uma unidade DMA, suportando dois modos primários:

- - DMA geral, para uma transferência de blocos à uma taxa de 2.68MB/s

- - DMA H-blank, para transferência de pequenos conjuntos de dados no final de cada linha de scan fora do período ativo de exibição.

- Multiplicação e divisão de registros

- Dois barramentos de endereços navegando o barramento de 8-bit; um "Barramento A" de 24-bit para acesso geral, e um "Barramento B" de 8-bit sobretudo para registros de APU e PPU

## Performance
A CPU como um todo emprega um sistema de barramento com velocidade variável, com barramentos de endereço determinados pela memória local quando acessada. O barramento roda a 3.58 MHz para ciclos de não-acesso e quando acessando o Barramento B e a maioria dos registros internos, assim como quando se acessa o Barramento A com 2.68 ou 3.58 MHz. Ele apenas roda a 1.79 MHz quando a porta do controlador em serial acessa os registros. Ele trabalha com cerca de 1.5 MIPS e tem um pico teórico de 1.79 milhões adições de 16-bit por segundo.